# Pesquera de Duero
Pesquera de Duero – gmina w Hiszpanii, w prowincji Valladolid, w Kastylii i León, o powierzchni 55,86 km². W 2011 roku gmina liczyła 515 mieszkańców.